# Setil
Setil [Sètil] é uma aldeia portuguesa na freguesia de Vale da Pedra, concelho do Cartaxo. Apesar de ser o lugar mais pequeno da freguesia, é um dos mais importantes em termos históricos.

## Descrição geral
É o lugar mais pequeno da freguesia em termos geográficos. Estão distantes os tempos em que às janelas das carruagens, os passageiros dos comboios apregoavam “água fresca” em pequenas bilhas de barro para fazer face ao calor. A sua população é constituída, essencialmente, por ferroviários (maior parte deles reformados), sendo que alguns deles habitam casas pertencentes à CP. O comércio é inexistente, devido à progressiva desertificação do lugar e à sua população envelhecida.
A Estação Ferroviária do Setil não tem a mesma afluência de passageiros de outros tempos, sendo raros os passageiros que por lá embarcam ou desembarcam. A fraca afluência conduziu ao encerramento dos serviços da estação, que tem funcionado apenas como apeadeiro. Possui um nó ferroviário (a Concordância de Setil Norte), na confluência entre a Linha do Norte e a Linha de Vendas Novas, esta última apenas com serviço de transporte de mercadorias. A estação ferroviária está-se degradando aos poucos, necessitando urgentemente de obras de restauro. Apesar de tudo, continua a ser uma importante paragem e passagem para os comboios de mercadorias e os comboios regionais.

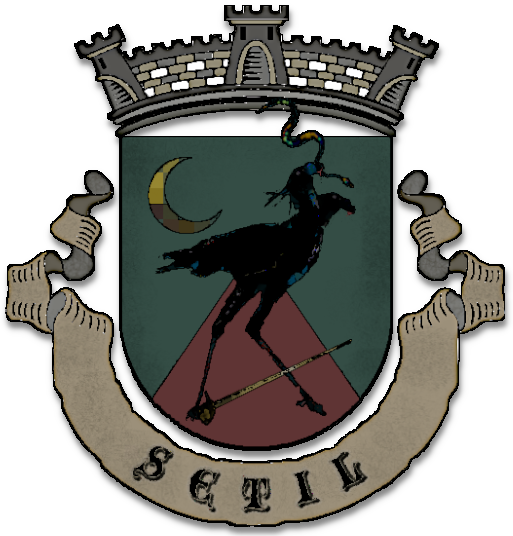
Brasão Setil. "O Iminente"- Implementação 2024